# Batman: No Man's Land
Batman: No man's Land est une histoire crossover de comics américain qui a duré presque toute l'année 1999 à travers les différentes séries liées à Batman et publiées par DC Comics. L'architecture de l'histoire de No Man's Land et sa déclinaison dans la continuité de tous les titres Batman en 1999 a été écrite par le dessinateur Jordan B. Gorfinkel.
Le début de l'histoire commence avec l'arc Cataclysme qui décrit un important tremblement de terre qui frappe Gotham City. C'est suivi par les scénarios Aftershocks, puis Road to No Man's Land qui a poussé le gouvernement des États-Unis a évacuer officiellement Gotham, puis à abandonner et isoler ceux qui ont choisi de rester dans la ville. No man's Land couvre, dans le détail, une période de la vie des habitants de la ville, en expliquant tous les événements de cette époque d'isolement, jusqu'au moment de la réouverture et du début de la reconstruction.

## Historique de la publication
L'histoire principale s'est déroulée à travers les titres mensuels de Detective Comics, Batman, Batman: Shadow of the Bat et Batman: Legends of the Dark Knight avec d'autres spin-offs servant de "tie-ins". En tout, No man's Land englobe 80 numéros mensuels de séries régulières, 4 specials, et le roman graphique Batman: Harley Quinn, qui introduit le personnage d'Harley Quinn à l'Univers de DC.
Le scénario est divisé en plusieurs arcs. La suite de l'histoire se retrouve dans un titre différent chaque semaine. La même équipe créative est maintenue pour la durée de l'arc narratif.
Chez DC Comics, l'histoire principale est initialement éditée sous forme d'édition reliée en cinq volumes. Cependant, en raison du grand nombre de numéros qui ont été consacrés au No man's Land, seulement 40 d'entre eux sont présents dans l'édition originale. DC sort une nouvelle édition de No man's Land, qui comprend également les numéros absents de la précédente.
Une novélisation de l'histoire est également écrite par Greg Rucka et publiée sous forme de roman en janvier 2000.

## Synopsis
Gotham City souffre des conséquences d'un tremblement de terre d'une magnitude de 7,6. En réponse, le gouvernement américain déclare Gotham "no man's land", détruit tous les ponts menant à l'île et met en place un blocus militaire pour empêcher les gens d'entrer ou de sortir.
Les Gangs et les divers super-vilains de Batman ont lutté au cours des années pour prendre le contrôle de la ville. Le commissaire de police James Gordon et plusieurs membres de son département, qui surnomment leur troupe les "Blue Boys", restent derrière pour protéger les civils. Oracle et Huntress sont aussi à l'intérieur. Bruce Wayne a quitté la ville pour faire pression sur le gouvernement et le pousser à continuer à aider Gotham, mais il échoue. Gordon et ses hommes attendent le retour de Batman, mais il a disparu pendant des mois, amenant la police à croire qu'il a abandonné Gotham. Un Gordon déçu et amer blâme Batman et refuse même de prononcer son nom.
Huntress tente de maintenir l'ordre en portant le costume de Batgirl. Elle découvre bientôt que les criminels ont plus peur d'elle en tant que Batgirl qu'en tant que Huntress et réussit à contrôler son propre territoire. Quand Batman revient, il lui permet de continuer à utiliser le costume. Cependant, quand elle échoue à contenir Double-Face et son armée d'hommes et perd le territoire de Batman, elle abandonne le costume.
Batman et la police travaillent séparément pour récupérer Gotham, morceau par morceau, en combattant et en subjuguant les chefs de gangs et en marquant les territoires récupérés avec des graffitis. Cependant, un schisme éclate entre Gordon et le Lieutenant du SWAT, William "Billy" Petit, dont les méthodes militaristes et sans concessions (pas de prisonniers) choquent et indignent Gordon ; les "Blue Boys" finissent par se scinder en deux factions distinctes, avec Petit et ses officiers formant les "Strong Men"...

## Numéros
L'histoire se déroule à travers les numéros suivants :
- Azrael no 50-61
- Batman no 563-574
- Batman: Harley Quinn (roman graphique)
- The Batman Chronicles no 16-18
- Batman: Day of Judgment
- Batman: Legends of the Dark Knight no 116-126
- Batman: No man's Land no 0-1
- Batman: No man's Land Secret Files and Origins no 1
- Batman: Shadow of the Bat no 83-94
- Catwoman no 72-77
- Detective Comics no 730-741
- Nightwing no 35-39
- Robin no 67-73
- Young Justice in No Man's Land no 1

## New Gotham
Deux histoires suivent immédiatement le No man's Land et sont éditées en édition reliée sous les titres New Gotham 1: Évolution et New Gotham 2: Un homme à terre. Elles jouent sur le fait qu'elles se déroulent durant la reconstruction de la Ville de Gotham à la suite du « No man's Land ». Le Tome 1, Évolution, contient Detective Comics no 743-750 et le Tome 2, Un homme à terre, contient Batman no 587, Robin no 86, Birds of Prey no 27, Catwoman no 90, Nightwing no 53, Detective Comics no 754, et Gotham Knights no 13.

## Éditions reliées

### Éditions francophones
Urban Comics a édité l'intégralité de l'arc en 6 volumes en 2014 et 2015. La préquelle, Batman: Cataclysme et la séquelle, New Gotham (3 volumes) sont également disponibles. Seules les parties Aftershocks et Road to No Man's Land, se déroulant juste après Cataclysme, sont indisponibles en français.
- Avril 2014 - Tome 1 : contient No Man’s Land no 1, Shadow of the Bat no 83-85, Batman no 563-565, Detective Comics no 730-732, Azrael no 52, Legends of the Dark Knight no 116-117, Batman Chronicles no 16  (ISBN 978-2-3657-7335-5)
- Juillet 2014 - Tome 2 : contient Legends of the Dark Knight no 118-119, Batman Chronicles no 16, Shadow of the Bat no 86-87, Azrael no 53-55, Batman no 566-567, Detective Comics no 733-734, JLA no 32, Young Justice No Man’s Land no 1  (ISBN 978-2-3657-7392-8)
- Septembre 2014 - Tome 3 : contient Legends of the Dark Knight no 120, Robin no 67, Azrael no 56-57, Batman Chronicles no 17, Nightwing no 35-37, Shadow of the Bat no 88, Batman no 568, Detective Comics no 735, Catwoman no 72-74  (ISBN 978-2-3657-7411-6)
- Avril 2015 - Tome 4 : contient Robin no 68-70, Shadow of the Bat no 89-90, Batman no 569-570, Detective Comics no 736-737, Legends of the Dark Knight no 121-122, Harley Quinn no 1, No Man’s Land Secret Files no 1, Azrael no 58  (ISBN 978-2-3657-7635-6)
- Juillet 2015 - Tome 5 : contient Legends of the Dark Knight no 123-125, Shadow of the Bat no 91-93, Batman no 571-572, Detective Comics no 738-739, Robin no 71-72, Batman Chronicles no 18, Catwoman no 75, Azrael no 59  (ISBN 978-2-3657-7636-3)
- Octobre 2015 - Tome 6 : contient No Man’s Land no 0, Nightwing no 38-39, Catwoman no 76-77, Robin no 73, Azrael no 60-61, Batman no 573-574, Detective Comics no 740-741, Legends of the Dark Knight no 126, Shadow of the Bat no 94  (ISBN 978-2-3657-7637-0)

## Dans les autres médias

### Télévision
- Dans le milieu des années 2000, une série télévisée animée, basée sur le scénario de No man's Land, a été mis en développement par le réalisateur James Tucker. Coran Stone a travaillé sur le projet en faisant quelques dessins préparatoires, mais le projet a finalement été abandonné étant considéré comme « trop sombre ». La Warner Bros Animation et Cartoon Network ont décidé de se concentrer sur Batman : L'Alliance des héros à la place[2].
- À la fin des années 2000, Tucker fait une autre tentative d'utiliser l'histoire de No man's Land dans une série télévisée, mais cette fois, avec une animation réalisée en CGI à la place d'une animation traditionnelle. Certains dessins préparatoires ont été réalisés, mais le projet a finalement été annulé ayant un début trop sombre, comme la tentative précédente[3].
- La quatrième saison de Gotham adapte certains éléments de l'intrigue de No man's Land. En outre, le final de la saison est nommé d'après la bande dessinée[4].

### Film
- Des éléments de No man's Land sont utilisés dans le film The Dark Knight Rises. Bien qu'il n'y ai pas de tremblement de terre, Bane déclenche diverses bombes qui endommagent des zones clés de Gotham et détruisent tous les ponts sauf un, forçant les citoyens à rester à l'intérieur de Gotham alors qu'une bombe nucléaire a le compte à rebours enclenché. Ils sont obligés de se regrouper en divers gangs pour survivre à l'anarchie créée par les actions de Bane.

### Jeux vidéo
- Des éléments de No man's Land sont également utilisés dans le jeu vidéo Batman: Arkham City (2011), utilisant l'idée d'une guerre de territoire de super-vilain après que Gotham soit coupée du reste de la civilisation (même si dans ce cas, seule une partie de Gotham a été coupée, avec des parties de la ville transformées en prison pour contenir les différents criminels, semblable à Escape from New York). Il est aussi dit qu'un tremblement de terre aurait eu lieu avant les événements du jeu, inondant la zone de « l'Amusement Mile » à Gotham. Hugo Strange et les autorités disent au public qu'il n'y a pas à s'inquiéter à propos des effondrements. Des éléments sont aussi utilisés dans une des suites, Batman: Arkham Knight (2015), dans laquelle la ville est coupée du reste du monde et contrôlée par des criminels et une mystérieuse milice dirigée par le Chevalier d’Arkham qui menace de détruire la ville entière avec des bombes si l’armée intervient.

- Dans le premier jeu de la série InFAMOUS, de nombreux éléments de l'intrigue de No man's Land sont utilisés. Après une catastrophe et une épidémie, Empire City est coupée du reste du pays par une quarantaine imposée par les militaires. Ils empêchent toute personne d'entrer ou de sortir et laissent pratiquement la ville à l'abandon. Le directeur Nate Fox a déclaré qu'une grande partie de l'inspiration de l'histoire vient de deux séries de DC Comics : DMZ et Batman: No man's Land. Les deux séries sont centrées sur une ville après une grande catastrophe.

## Le roman et le livre audio
En 2000, DC Comics a publié une novélisation de No man's Land, écrite par Greg Rucka. L'histoire comporte de nombreux personnages comme l'arc narratif de la bande dessinée. Elle décrit également les autres membres du GCPD. Le livre ne tient pas compte des personnages d'Azrael et Superman, qui ont été présents tout au long des comics.
Il y a également un court roman de jeunesse écrit par Alan Grant.
GraphicAudio a produit un livre audio de la novélisation qui s'étend sur deux volumes et dispose d'un casting complet, de la musique et des effets sonores. La première partie est publiée en octobre et la seconde en novembre 2011.